# 黃紋裸胸鱔
黃紋裸胸鱔，又稱黃紋裸胸鯙，為輻鰭魚綱鰻鱺目鯙亞目鯙科的其中一種，分布於印度太平洋區，從東非至馬紹爾群島，北起琉球群島，南迄密克羅尼西亞海域，棲息深度5-15公尺，體長可達80公分，為底棲性魚類，生活在珊瑚礁、岩礁區，屬肉食性，生活習性不明。

## 擴展閱讀
維基物種上的相關：黃紋裸胸鱔